# 22622 Стронг
22622 Стронг (22622 Strong) — астероїд головного поясу, відкритий 22 травня 1998 року.
Тіссеранів параметр щодо Юпітера — 3,524.